# Quimasa
Las quimasas (EC 3.4.21.39 3.4.21.39, proteasa de mastocitos 1, proteasa del músculo esquelético, proteinasa quimiotréptica de la piel, serina proteinasa de mastocitos, proteasa del músculo esquelético) son una familia de serina proteasas que se encuentran principalmente en los mastocitos, aunque también están presentes en los granulocitos basófilos (por ejemplo, alfa quimasa mcpt8). Muestran una amplia actividad peptidolítica y están involucrados en una variedad de funciones. Por ejemplo, las quimasas son liberadas por los mastocitos de la mucosa tras el desafío con parásitos y antígenos de parásitos que promueven una respuesta inflamatoria, y las quimasas mcp1 y mcp2 se usan para el marcador de la desgranulación de los mastocitos en la infección por parásitos el nemátodo, Trichuris muris  También se sabe que las quimasas convierten la angiotensina I en angiotensina II y, por lo tanto, desempeñan un papel en la hipertensión y la aterosclerosis.
Debido a su papel en la inflamación, se ha investigado como un objetivo en el tratamiento del asma..